# 常用的天文學符號
這些是在天文學，特別是天文學專業書籍或文獻上常用的標誌、符號或縮寫的解釋。

## 恆星年齡
- τ——年齡

## 天體測量參數
天體測量參數
- Rv——徑向速度
- cz——apparent 徑向速度
- z——紅移
- μ——自行
- π——视差
- J——曆元
- α——赤经
- δ——赤纬
- λ——黃經
- β——黃緯
- l——銀經
- b——銀緯

## 宇宙學參數
宇宙学參數
- h——dimensionless 哈勃常数
- H0——哈勃常数
- Λ——宇宙學常數
- Ω——宇宙密度參數
- ρ——宇宙觀測密度
- ρc——傅里德曼宇宙的臨界密度
- z——紅移

## 距離的描述
距離的描述：使用在軌道與非軌道的參數
- d——距離
  - km = 公里
  - mi = 英哩，並非SI度量衡單位
  - AU = 天文單位
  - ly = 光年
  - kly = 千光年（1,000光年）
  - pc = 秒差距
  - kpc = 千秒差距（1,000秒差距）
- DL——發光度距離，從視覺觀測而來

## 星系比較
星系的類型和光譜比較：
- 參考星系型態分類

## 光度
光度比較：
- LS——與太陽比較的光度
- Lʘ——與太陽比較的光度

特定天體光度：
- Lacc——吸積光度
- Lbol——热光度

## 質量
質量比較：
- ME——與地球比較的質量
- M⊕ -與地球比較的質量
- MJ——與木星比較的質量
- M♃——與[木星比較的質量
- MS——與太陽比較的質量
- Mʘ——與太陽比較的質量

特定天體質量：
- M●[1]——黑洞的質量
- Macc——吸积盘的質量

## 金屬豐度
金屬豐度比較：
- [Fe/H]——鐵對氫的比例，但非精準比例，而是以對數表示特定恆星與太陽的鐵豐度
  - 對特定恆星 (﹡) 而言：{\displaystyle [{\ce {Fe/H}}]=\log[{\ce {Fe/H}}]_{*}-\log[{\ce {Fe/H}}]_{\odot }}，此值代表某特定元素的數量密度
- [M/H]——金屬豐度比例
- Z——金屬豐度
- ZS——與太陽比較的金屬豐度
- Zʘ——與太陽比較的金屬豐度

## 軌道參數
宇宙天體的軌道參數：
- α——RA，赤經，如無法使用希臘字母呈現，可表示為字母'á'。
- δ——Dec，赤緯，如無法使用希臘字母呈現，可表示為字母'ä'。
- P或Porb——軌道週期
- a——半長徑
- b——半短徑
- q——近拱點，最短的距離
- Q——遠拱點，最長的距離
- e——軌道離心率
- i——軌道傾角
- Ω——升交點黃經
- ω——近心點幅角
- RL——洛希瓣（Roche lobe）
- M——平近點角
- Mo——在曆元的平近點角

## 半徑
半徑比較：
- RE——與地球比較的半徑
- R⊕——與地球比較的半徑
- RJ——與木星比較的半徑
- R♃——與木星比較的半徑
- RS——與太陽比較的半徑
- Rʘ——與太陽比較的半徑

## 光譜
光譜比較：
- 參考恒星分类
- m天體——視星等
- M天體——絕對星等，使用於星系和恆星
- H天體——絕對星等，使用於行星和非星天體

## 溫度的描述
溫度描述：
- Teff——有效溫度，通常與發光的天體相關
- Tmax——最高溫度，通常與不發光的天體相關
- Tavg——平均溫度，通常與不發光的天體相關
- Tmin——最低溫度，通常與不發光的天體相關
- K –热力学温标